# Polygala isocarpa
Polygala isocarpa är en jungfrulinsväxtart som beskrevs av Chod.. Polygala isocarpa ingår i släktet jungfrulinssläktet, och familjen jungfrulinsväxter. Inga underarter finns listade i Catalogue of Life.